# Кафе «Плоть»
«Кафе „Плоть“» (англ. Café Flesh) — постапокалиптический культовый научно-фантастический порнофильм 1982 года, созданный и срежиссированный Стивеном Саядяном (под псевдонимом англ. Rinse Dream); авторы сценария — Саядян и Джерри Стал (в титрах как англ. Herbert W. Day). Музыка была написана и исполнена известным музыкальным продюсером Митчеллом Фрумом (и позже появилась в его альбоме Key of Cool).

## Сюжет
После ядерного апокалипсиса 99 % выживших являются секс-негативами — им становится очень больно, если они пытаются заняться сексом. Меньшинство секс-позитивов вынуждены участвовать в чувственных представлениях ради развлечения негативов в «Кафе „Плоть“». Все взволнованы прибытием в клуб знаменитого позитива Джонни Рико, а одна негативная женщина начинает сомневаться в своей негативности, поскольку она и её парень начинают отдаляться друг от друга.

## История

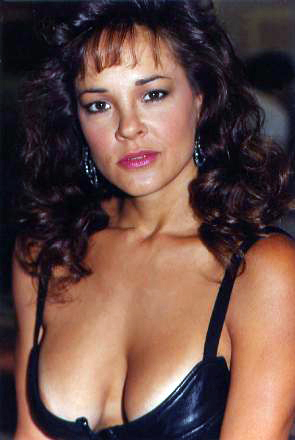
Главную роль сыграла Мишель Бауэр

К началу 1970-х годов порнографическая киноиндустрия приобрела популярность благодаря успеху таких фильмов, как «За зелёной дверью» и «Глубокая глотка». В этот период было много попыток создать художественную порнографию, в том числе «Дьявол в мисс Джонс». Были также непорнографические фильмы с хардкорным сексом, такие как «Я любопытна — фильм в жёлтом» и «Империя чувств». К началу 1980-х годов технологии домашнего видео изменили порноиндустрию, и порнографические кинотеатры стали менее успешны.
В 1982 году было выпущено Café Flesh, в котором смешались секс, сатира и авангардный театр. Создателями и авторами сценария стали Стивен Саядян под именем Rinse Dream и журналист Джерри Шталь под именем Herbert W. Day. Саядян и Шталь сняли фильм в виде двух отдельных частей, с использованием непорнографических элементов, чтобы привлечь инвесторов.
Два актёра, участвовавшие в фильме, впоследствии стали известны в непорнографическом продакшене. Сыгравшая главную роль под именем Пиа Сноу Мишель Бауэр стала плодовитой актрисой фильмов категории B. Ричард Белзер, известный комик того времени, который позже стал известен ролями в сериалах «Убойный отдел» и «Закон и порядок: Специальный корпус», фигурировал как член аудитории, но не участвовал в сексуальных сценах.

## Награды
Фильм получил AVN Awards 1984 года в номинации «лучшая арт-режиссура — фильм» и был включён в Зал славы XRCO. Сиквел Café Flesh 2 выиграл XRCO Award 1998 года в категории «лучшее видео» и AVN Awards в номинации «лучшие спецэффекты».

## Сиквелы
В 1997 и 2003 годах были выпущены два сиквела — Cafe Flesh 2 и Cafe Flesh 3. Автором сценария и режиссёром выступил Антонио Пассолини (Antonio Passolini), создатели первого фильма не участвовали. Сиквелы не снискали такой же популярности и культовости, как первая картина. Однако, второй фильм получил XRCO Award в номинации «лучшее полнометражное видео года».